# Montrove
Montrove es una localidad del municipio de Oleiros, en la provincia de La Coruña, España. Pertenece a la parroquia de Liáns. En 2017 tenía una población de 1.449 habitantes.
La localidad tiene varias urbanizaciones y un parque-jardín que antiguamente perteneció a una casa señorial. Cerca de estos jardines se produjo un accidente aéreo el 13 de agosto de 1973, cuando el vuelo 118 de Aviaco que se dirigía al aeropuerto de Alvedro se estrelló sin que hubiera supervivientes.